# Im Schützengraben
Im Schützengraben è un film muto del 1914 diretto da Walter Schmidthässler che ne firma anche la sceneggiatura.

## Produzione
Il film fu prodotto dalla Imperator-Film-Co. mbH (Berlino).

## Distribuzione
Il film uscì nelle sale tedesche con il visto di censura rilasciato nel dicembre 1914.  In Germania, è conosciuto anche con il titolo Der 12jährige Kriegsheld.